# Patsy Rowlands
Patsy Rowlands, nome d'arte di Patricia Amy Rowlands (Londra, 19 gennaio 1931 – Hove, 22 gennaio 2005) è stata un'attrice britannica, attiva in campo cinematografico, televisivo e teatrale.

## Biografia
Dopo aver studiato alla Guildhall School of Music and Drama, fece il suo debutto nel mondo del teatro musicale come corista in Annie Get Your Gun. Da allora ha recitato in dozzine di opere teatrali e musical tra gli anni cinquanta e i primi anni 2000, tra cui Semi-Detached con Laurence Olivier, Into the Woods (1990), Oliver! (1993) e My Fair Lady (2001). Molto attiva anche in campo cinematografico, ha recitato in tre dozzine di film, tra cui nove pellicole del franchise Carry On tra il 1969 e il 1974.
Fu sposata con Malcolm Sircom dal 1962 al 1967 e la coppoia ebbe un figlio, Alan, nato nel 1963. Morì di cancro al seno all'età di 74 anni nel 2005.

## Filmografia

### Cinema
- A 077, dalla Francia senza amore (On the Fiddle), regia di Cyril Frankel (1961)
- Una maniera d'amare (A Kind of Loving), regia di John Schlesinger (1962)
- L'uomo che vinse la morte (The Brain), regia di Freddie Francis (1962)
- Tom Jones, regia di Tony Richardson (1963)
- Carry On Henry, regia di Gerald Thomas (1971)
- Le avventure di Alice nel Paese delle Meraviglie (Alice's Adventures in Wonderland), regia di William Sterling (1972)
- Joseph Andrews, regia di Tony Richardson (1977)
- Tess, regia di Roman Polański (1979)

### Televisione
- George e Mildred (George and Mildred) – serie TV, episodio 5x08 (1979)
- Il piccolo Lord (Little Lord Fauntleroy), regia di Jack Gold – film TV (1980)

### Doppiaggio
- La principessa sul pisello (The Princess and the Pea), regia di Marc Swann (2002)

## Doppiatrici italiane
- Flaminia Jandolo in George e Mildred